# アンソニー・ブラバゾン (第8代ミーズ伯爵)
第8代ミーズ伯爵アンソニー・ブラバゾン（英語: Anthony Brabazon, 8th Earl of Meath、1721年2月17日洗礼 – 1790年1月4日）は、アイルランド王国の貴族、政治家。1763年から1772年までブラバゾン卿の儀礼称号を使用した。

## 生涯
第7代ミーズ伯爵エドワード・ブラバゾンとマーサ・コリンズ（Martha Collins、1762年4月24日没、サミュエル・コリンズ/ウィリアム・コリンズの娘）の息子として生まれ、1721年2月17日に洗礼を受けた。
1745年から1760年までウィックロー・カウンティ選挙区の代表として、1761年から1772年までダブリン・カウンティ選挙区の代表としてアイルランド庶民院議員を務めた。1772年11月24日に父が死去すると、ミーズ伯爵位を継承、1773年10月24日にアイルランド貴族院議員に就任した。1772年から1790年までウィックロー県首席治安判事とダブリン県首席治安判事を務めた。
1790年1月4日に死去、息子ウィリアムが爵位を継承した。

## 家族
1758年5月20日、グレース・リー（Grace Leigh、1812年10月23日没、ジョン・リーの娘）と結婚、3男6女をもうけた。
- チャーワース（1760年8月18日 – 1779年12月） - ブラバゾン卿の儀礼称号を使用した
- ウィリアム（1769年 – 1797年） - 第9代ミーズ伯爵
- ジョン・シャンブレ（1772年 – 1851年） - 第10代ミース伯爵
- メアリー（1851年没） - 1781年6月23日、アーサー・ノックス（Arthur Knox）と結婚、子供あり
- マーサ - 1790年、モーリス・キーティング（英語版）（1835年没）と結婚、子供あり
- ジュリアナ（1848年没）
- セシリア（1849年没）
- キャサリン（1847年12月24日没） - 1799年8月6日、フランシス・ブラウンロー（Francis Brownlow、1847年10月20日没）と結婚、子供あり
- アラベラ（Arabella） - 1803年3月21日、ジョン・スコット（John Scott）と結婚、子供あり